# زبادگون‌ها
زبادگون‌ها (نام علمی: Viverra) نام یک سرده از زیرخانواده زبادیان است.

## ویژگی‌های زیستی
زبادگون‌ها، از نظر ساختار پاهای جلویی از سایر جنس‌های زباد متمایز می‌شوند، چون که انگشت‌های سوم و چهارم دارای لوب‌های پوستی هستند که به عنوان غلاف محافظ برای پنجه‌های جمع‌شونده عمل می‌کنند. پا توسط مو احاطه شده است. آنها جمجمه‌ای دراز و باریک، با کمر باریک، تقریباً موازی، ولی نه به شدت منقبض دارند. زبادگون‌ها قدرت شنوایی قوی دارند.

## گونه‌های زنده
چهار گونه از زبادگون‌ها امروزه وجود دارند که در کشورهای آسیای شرقی و هندوستان زندگی می‌کنند. از جمله زباد گون بزرگ هندی و زبادگون مالایی 

## زباد گون هندی

### زیستگاه
زباد گون هندی با نام علمی Viverra zibetha اغلب در علفزارها، بوته‌ها و مناطق انبوه جنگلی زندگی می‌کند . آنها معمولاً در نزدیکی زیستگاه های انسانی یافت می شوند. و معمولا آنها در لانه هایی زندگی می کنند که توسط حیوانات دیگر حفر شده است.

### تولید مثل
ماده ها معمولا در طول سال تولید مثل می کنند. آنها در سال دو بستر(بارداری) دارند و هر بستر می تواند تا چهار بچه داشته باشد. آنها در سوراخی در زمین یا در پوشش گیاهی بسیار متراکم به دنیا می آیند. نوزادان می توانند چشمان خود را در بعد از ده روز اول باز کنند، و در یک ماهگی از شیر گرفته می شوند. وزن آنها هنگام تولد کمتر از ۱۰۰ گرم است و در ۱۲ روز دو برابر می شود. در پایان یک ماهگی، وزن هنگام تولد چهار برابر شده است. ماده ها به تنهایی بچه ها را بزرگ می کنند.

## ‌های زنده
| نام                                                    | محل زندگی                                                                     | تصویر |
| ------------------------------------------------------ | ----------------------------------------------------------------------------- | ----- |
| Large Indian civet (V. zibetha) Linnaeus, 1758         | دامنه‌های جنوبی هیمالیا شرقی در نپال، بوتان و شمال شرقی هند تا آسیای جنوب شرقی |       |
| Malayan civet (V. tangalunga) Gray, 1832               | اندونزی بانگکا، بورنئو، جزایر ریائو - مجمع الجزایر لینگگا) و فیلیپین          |       |
| Malabar large-spotted civet (V. civettina) Blyth, 1862 | گات‌های غربی در هند                                                            |       |
| Large-spotted civet (V. megaspila) Blyth, 1862         | میانمار، چین، تایلند، مالزی، کامبوج، لائوس، ویتنام                            |       |